# Triglidae
Cabrinha, coió, voador-de-fundo ou peixe-borboleta (nome comum mais usado para peixes da família Chaetodontidae) são nomes comuns dados a vários peixes da família Triglidae. Os triglidanídios pertencem à ordem Scorpaeniformes, pois possuem espinhos venenosos em cima da cabeça e barbatanas peitorais que lembram dedos, que usam para se locomover no leito arenoso marinho. Raramente, algumas espécies são encontradas no comércio de aquários. Esse tipo de peixe é consumido na Europa, na Ásia, nas Américas, na África e na Oceania.
A sua etimologia vem do grego trigla, -es = tainha vermelha

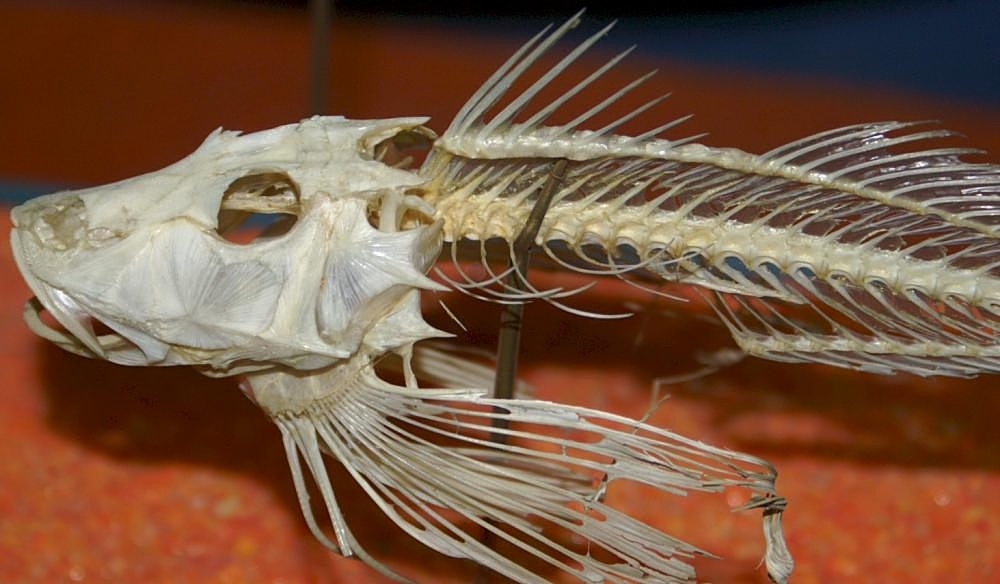
Espinhos de um Prionotus evolans

## Distribuição e habitat
Vivem no leito arenoso marinho costeiro ou profundo próximos á costões, recifes, estuários e prados marinhos de clima tropical ou temperado em todos os oceanos do mundo. A cabrinha-riscada (Chelidonichthys lastoviza) pode ser encontrada dês das águas temperadas da Noruega até as águas quentes de Moçambique.

## Parasitas
Por serem peixes que vivem no leito arenoso marinho, são alvos de vários parasitas. Entre maio de 2002 e agosto de 2003, exemplares de cabrinha-comum (Prionotus punctatus) foram capturados em Angra dos Reis, Rio de Janeiro, os exemplares estavam parasitados por Hysterothylacium sp., Progrillotia dollfusi e Dolops sp., a dominância dos endoparasitos que foram identificados nos peixes podem estar relacionados ao hábito alimentar predatório da espécie.

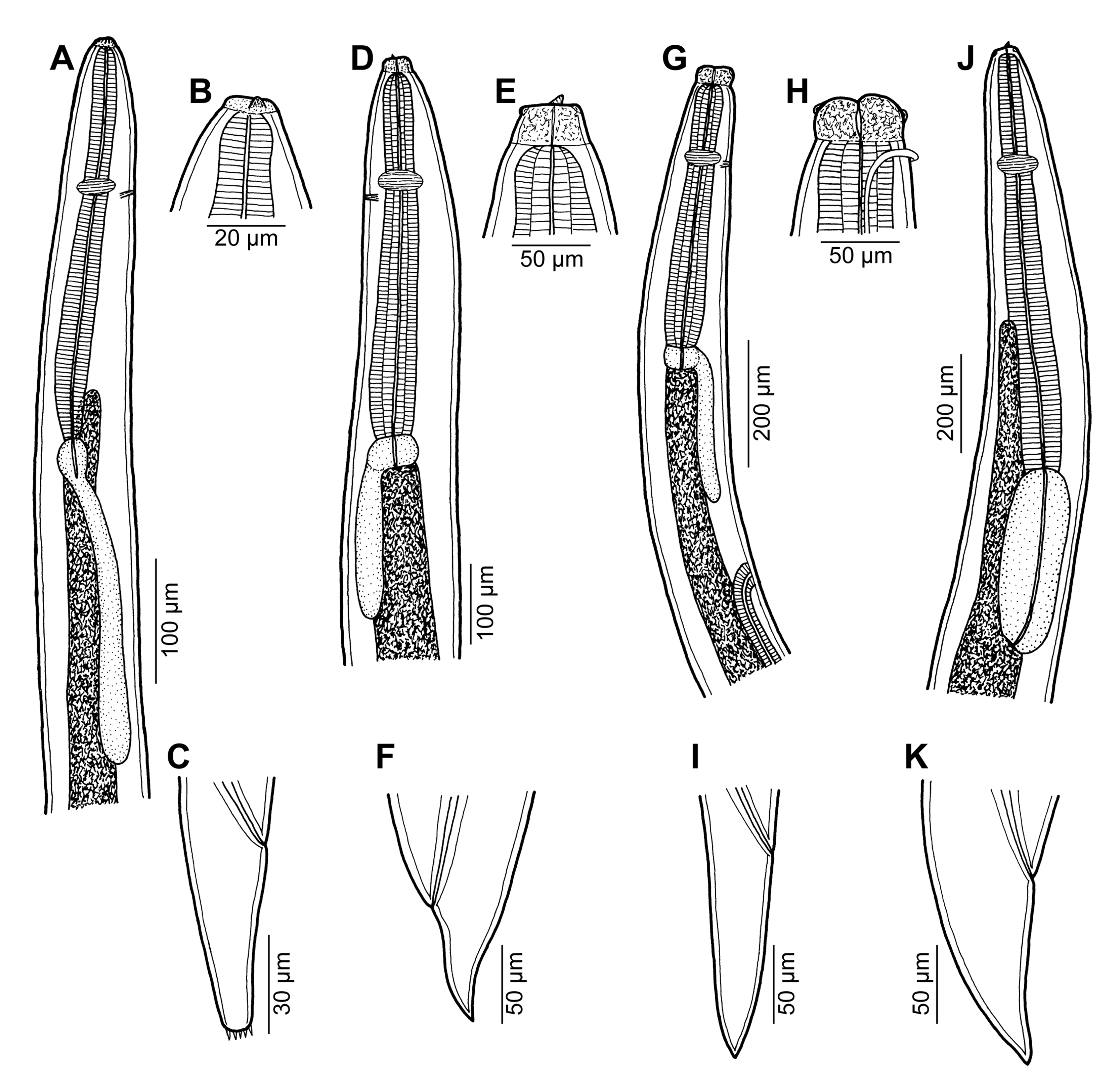
Hysterothylacium sp.

## Dieta alimentar
A maioria das espécies se alimentam de crustáceos jovens, mas recentemente foi descoberto que Pterygotrigla ryukyuensis não se alimenta só de crustáceos, mas também de ofiuroides, que foi o principal alimento dado para a espécie em cativeiro no Okinawa Churaumi Aquarium, no Japão.

## Gêneros
São conhecidos 9 gêneros que pertencem á essa família:
- Bellator
- Bovitrigla
- Chelidonichthys
- Eutrigla
- Lepidotrigla
- Prionotus
- Pterygotrigla
- Trigla
- Trigloporus